# Provinciale Wetgevende Macht van de Noord-Kaap
De Provinciale Wetgevende Macht van de Noord-Kaap (Engels: Northern Cape Provincial Legislature; Afrikaans: Noord-Kaapse provinsiale wetgewer; Xhosa: Indlu yoWiso-mthetho yePhondo laseMntla-Kapa) is de volksvertegenwoordiging van de Zuid-Afrikaanse provincie Noord-Kaap.
De Provinciale Wetgevende Macht telt 30 leden die worden gekozen via algemeen kiesrecht. De grootste partij in het parlement is het Afrikaans Nationaal Congres (ANC) dat beschikt over een absolute meerderheid van 18 zetels. De oppositie bestaat uit drie partijen: Democratische Alliantie (8), de Economische Vrijheidsstrijders (3) en het Vrijheidsfront Plus (1). Voorzitter van het parlement is Newrene Klaaste (ANC). Uit haar midden kiest de Provinciale Wetgevende Macht een regering (Uitvoerende Raad) met aan het hoofd een premier. 
De Provinciale Wetgevende Macht van de Noord-Kaap is gevestigd in het New Provincial Legislature Building in Galeshewe, Kimberley.

## Zetelverdeling

Zetelverdeling na de verkiezingen van 2019.

## Lijst van voorzitters
| Naam               | Begin termijn | Einde termijn | Partij |
| ------------------ | ------------- | ------------- | ------ |
| Ethne Papenfus     | 1994          | 2004          | DP     |
| Connie Seoposengwe | 2004          | 2009          | ANC    |
| Jacobus van Wyk    | 2009          | 2013          | ANC    |
| Kenny Mmoiemang    | 2013          | 2019          | ANC    |
| Newrene Klaaste    | 2019          | heden         | ANC    |